# Cypriconcha barbata
Cypriconcha barbata är en kräftdjursart som först beskrevs av Forbes 1893.  Cypriconcha barbata ingår i släktet Cypriconcha och familjen Cyprididae. Inga underarter finns listade i Catalogue of Life.